# 島崎英彦
島﨑 英彦（しまざき ひでひこ、1939年6月2日 - ）は、日本の地球科学者。理学博士。東京大学名誉教授。専門は鉱床学。地震学者・島﨑邦彦は実弟。

## 来歴
1939年、東京に生まれる。少年時代から鉱物標本の採集を趣味としていた。
東京都立日比谷高等学校を経て、東京大学理学部地学科地質学鉱物学課程を卒業後、大学院で渡辺武男の指導を受けて鉱床学を専攻する。
1968年、理学博士の学位を取得し、東京大学総合研究資料館助手となる。同年、カナダ・マギル大学のポストドクトラル研究員。サスカチェワン州立研究所研究員を経て、1971年に帰国。東京大学総合研究資料館に復職後、理学部地質学教室の助手に配置転換される。1972年講師、1975年助教授、1987年教授に昇進し、地質学教室第三講座（鉱床学）を担当した。
主として日本のスカルン鉱床と呼ばれるタイプの鉱床の成因、特に伴う火成岩との関連を明らかにした。鉱物学の分野でも都茂鉱や定永閃石など数種類の新鉱物の発見に寄与し、自身も岡山県下で発見された新鉱物を「島崎石」として献名された。これらの業績に対し、日本鉱物学会からは「櫻井賞」を、資源地質学会からは「加藤武夫賞」を、また日本鉱物科学会からは「渡邉萬次郎賞」を授与されている。
1999年8月に定年退職し、東京大学名誉教授。同年9月より国際協力事業団の派遣により中国科学院地質・地球物理研究所（在北京）に赴任、2003年10月まで科学院の研究者と金属資源の探査・開発に関する共同研究を行う。その後、東邦大学非常勤講師・国立科学博物館地学部客員研究員や東京大学総合研究博物館研究事業協力員も務める。
自身の研究上の問題や話題、それに日常生活での雑感などを記した随想集「石の上にも五十年」（2009年）、「続・石の上にも五十年」（2013年）、「続々・石の上にも五十年」（2018年）を出版し、国内外の鉱床について易しく解説した入門書「鉱石の生い立ち」（2016年）も出版している。